# Nicolas-Edme Retif

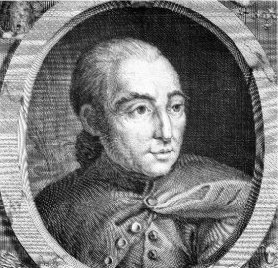
Nicolas-Edme Retif.

Nicolas-Edme Retif eller Nicolas-Edme Restif, född 23 oktober 1734 på Sacy, Frankrike, död 3 februari 1806 i Paris, även känd som Retif de la Bretonne, var en fransk romanförfattare. Termen retifism för skofetischism namngavs efter honom.

## Biografi
Retif utbildades av jansenisterna i Bicêtre, och utvisningen av jansenisterna togs emot av en av hans bröder, som var en curé. På grund av en skandal där han var inblandad tvingades han bli lärling hos en skrivare i Auxerre, och efter att ha fullgjort sin tid där flyttade han till Paris. Här arbetade han som gesällskrivare och gifte sig med en släkting till sin tidigare mästare i Auxerre.
Det var inte förrän fem eller sex år efter hans giftermål som Retif framträdde som författare, och från den tiden och till sin död producerade har en stor mängd böcker, som uppgår till bortåt 300 volymer, många av dem tryckta för egen hand, inom nästan alla tänkbara ämne. Retif led ibland av stor fattigdom. Han byggde sina böcker på episoder ur sitt eget liv, som "trots sin fadda känsla, innehåller sanningsenliga bilder av det franska samhället på tröskeln till revolutionen". Han har beskrivits som både en socialrealist och en sexuell fantast i sina skrifter.
De ursprungliga versionerna av dessa, och faktiskt av alla hans böcker, har länge varit bibliografisk kuriosa, på grund av deras sällsynthet, med de vackra och nyfikna illustrationer som många av dem innehåller, och det pittoreska typografiska systemet varmed de flesta är uppbyggda. Hans romaner, t. ex. Monsieur Nicolas eller Hjärtats anatomi (1794, översatt 1951), var chockerande i sin realism men rymde ett socialt patos som givit honom namnet ”rännstenens Rousseau”.
Nedgången av läsekretsen under franska revolutionen tvingade honom att klara sitt uppehälle med att skriva genom utnyttjande av den nya pressfriheten. År 1795 fick han en gottgörelse om 2000 francs från thermidorkonventet. Trots sina deklarerade preferenser för den nya makten fick hans aristokratiska bekanta och hans rykte honom att falla i onåd. Strax innan sin död gav Napoleon honom en plats i ministeriet för polisen, men han dog i Paris innan han hann tillträda positionen.

## På svenska
Les Nuits de Paris ou Le Spectateur-Nocturne
Revolutionens nätter (i urval och med inledning av Jan Myrdal, översättning Margareta Zetterström, Hägglund, 1999)